# Rhyssemus namorokae
Rhyssemus namorokae är en skalbaggsart som beskrevs av Riccardo Pittino 1990. Rhyssemus namorokae ingår i släktet Rhyssemus och familjen Aphodiidae. Inga underarter finns listade i Catalogue of Life.